# Fehérsapkás rozsdafarkú
A fehérsapkás rozsdafarkú (Phoenicurus leucocephalus) a madarak osztályának a verébalakúak (Passeriformes) rendjéhez és a  légykapófélék (Muscicapidae) családjához tartozó faj.

## Rendszerezése
A fajt Nicholas Aylward Vigors ír zoológus írta le 1831-ben, Phoenicura leucocephala néven. Besorolása vitatott, egyes szervezetek a Chaimarrornis monotipikus nembe sorolják Chaimarrornis leucocephalus néven. Ezt a nemet 2010-ben beolvasztották a Phoenicurus nembe, a korábban lezajlott molekuláris vizsgáltok eredményeképp.

## Előfordulása
Ázsiában, Afganisztán, Bhután, Kína, India, Kirgizisztán, Laosz, Mianmar, Nepál, Pakisztán, Tádzsikisztán, Thaiföld, Üzbegisztán és Vietnám területén honos. Természetes élőhelyei a trópusi és szubtrópusi magassági füves puszták, folyók, patakok és mocsarak környéke. Magassági vonuló.

## Megjelenése
Testhossza 18–19 centiméter, testtömege 24–42 gramm.
|  |

## Életmódja
Rovarokkal, pókokkal és puhatestűekkel táplálkozik, de bogyókat is fogyaszt.

## Természetvédelmi helyzete
Az elterjedési területe rendkívül nagy, egyedszáma pedig stabil. A Természetvédelmi Világszövetség Vörös listáján nem fenyegetett fajként szerepel.